# Plettenpudding
Plettenpudding ist eine Nachspeise, die angeblich seit dem 19. Jahrhundert unter diesem Namen in Lübeck verbreitet ist.
Überregional bekannt wurde der Plettenpudding durch Thomas Manns Buddenbrooks; dort wird diese Speise als ein schichtweises Gemisch aus Makronen, Himbeeren, Biskuit und Eiercreme geschildert. In klassischen Kochbüchern, zum Beispiel bei Henriette Davidis, ist diese Süßspeise nicht enthalten.
Sybil Gräfin Schönfeldt gibt ein modernisiertes Rezept für geschichteten Plettenpudding mit Resten von Biskuitkuchen, Himbeeren, Himbeermarmelade, Makronen, einer Eiersahnecreme, Gelatine und Sherry an; eine Quelle für diese Version nennt sie nicht.
Tatsächlich handelt es sich bei diesem Rezept um eine Nachspeise, die im 19. Jahrhundert in ganz Europa als Diplomatenpudding oder Kabinettpudding verbreitet war. Der Ursprung dieses Puddings liegt sehr wahrscheinlich in England. Einen besonderen Bezug zu Lübeck gibt es nicht. Wieso das Dessert innerhalb der Familie Mann, und nur dort, „Plettenpudding“ genannt wurde, ist nicht feststellbar.